# Euclidia angustlineata
Euclidia angustlineata là một loài bướm đêm trong họ Erebidae.